# Conchopterella stangei
Conchopterella stangei är en insektsart som först beskrevs av Gonzalez Olazo 1981.  Conchopterella stangei ingår i släktet Conchopterella och familjen florsländor. Inga underarter finns listade i Catalogue of Life.